# Erythroxylum undulatum
Erythroxylum undulatum är en tvåhjärtbladig växtart som beskrevs av T. Plowman. Erythroxylum undulatum ingår i släktet Erythroxylum och familjen Erythroxylaceae. Inga underarter finns listade i Catalogue of Life.